# Клейборн Пелл
Клейборн де Борда Пелл (англ. Claiborne de Borda Pell; нар. 22 листопада 1918, Нью-Йорк — пом. 1 січня 2009, Ньюпорт, Род-Айленд) — американський політик-демократ. Він представляв штат Род-Айленд у Сенаті США з 1961 по 1997.

## Життєпис
Пелл походив з родини, яка жила у штаті Нью-Йорк з колоніальних часів. Йому був дев'ять років, коли його сім'я переїхала до штату Род-Айленд. У 1940 році він закінчив Принстонський університет, а у 1946 отримав ступінь магістра з історії у Колумбійському університеті. Він служив у Береговій охороні США під час Другої світової війни.
Після війни Пелл працював дипломатом у Чехословаччині та Італії. Він був активним в інвестиційно-банківській індустрії і допомагав організувати допомогу для біженців після Угорської революції у 1956 році.
Пелл був головою Комітету у закордонних справах Сенату з 1987 по 1995. Він став відомим за програму стипендій Pell Grant, яка дозволила отримати вищу освіту для мільйонів людей з низькими доходами.